# Триталлийпентасамарий
Триталлийпентасамарий — бинарное неорганическое соединение, интерметаллид самария и таллия с формулой Sm5Tl3, кристаллы.

## Получение
- Сплавление стехиометрических количеств чистых веществ:

{\displaystyle {\mathsf {5Sm+3Tl\ {\xrightarrow {1060^{o}C}}\ Sm_{5}Tl_{3}}}}

## Физические свойства
Триталлийпентасамарий образует кристаллы тетрагональной сингонии, пространственная группа I 4/mcm, параметры ячейки a = 1,2346 нм, c = 0,6140 нм, Z = 4, структура типа трисилицида пентавольфрама W5Si3.
Соединение образуется по перитектической реакции при температуре 1060 °C